# Зоолошки врт Дубаи
Зоолошки врт Дубаи (арап. حديقة حيوان دبي) зоолошки је врт који се налази у Дубаију, у Уједињеним Арапским Емиратима и простире се на 1,5 километара. Становници Дубаија првобитно су га изградили 1967. када је ЊВ Шејк Рашид бин Саид ал-Мактум, покојни владар Дубаија, дозволио Отоу Џ. Буларту да изгради зоо-врт на два хектара плаца у Џумеири. То је још увек најстарији зоолошки врт на Арапском полуострву. Сматрао се знаменитошћу Дубаија касних 1960-их, јер је указивао на „крај града”.
Године 1971, руководство над зоо-вртом преузела је општина Дубаија. Током првих неколико година свог постојања, у зоолошком врту Дубаи смештено је само неколико животиња попут великих мачака, мајмуна и копитарних животиња. Ту је био и мали акваријум са рибама и гмизавцима. Од маја 1986. до маја 1989, део зоолошког врта је редизајниран и обновљен. Од јуна 1989. до данас долази до константног редизајнирања и реновирања. Зоолошки врт Дубаи је први арапски зоолошки врт у ком се размножавају ретке шимпанзе и арапска или гордон дивља мачка (Felis silvestris gordoni).
У последњих неколико година, зоо-врт се нашао под ватром због услова у којима су смештене животиње. Активисти за права животиња, па чак и хотели и туристички веб-сајтови подстичу бојкот објекта. Кавези у којима су заробљене животиње су наводно толико мали да се животиње једва крећу.

## Животиње
Зоолошком врту налази се око 230 животињских врста. Међу њима је око 248 примерака сисара, рачунајући лисице, хијене, пуме, азијске лавове, јагуаре, шимпанзе, павијане, мајмуне, јелене, медведе, бодљикаво прасе, жирафе и Барбари овце. У угрожене врсте убрајају се: Сокотра шаг или вранац, бенгалски тигар, горила, подврста сивог вука и арапског вука, сибирски тигар (Panthera tigris altaica) и аутохтоне гордонове дивље мачке. Птице су: нојеви, сури орлови и папагаји. Гмизавци су представљени са око 400 примерака.

## Посете и радно време
Зоолошки врт Дубаи годишње привлачи велики број посетилаца. Године 2008, број посетилаца био је 336,346.
Радно време преко лета је 10—18 часова, а током зиме 10—17.30 часова.

## Бољи зоолошки врт
Општина Дубаи планирала је да изгради нови зоолошки врт још од 2003. како би заменила стари. Изградња је требало да буде завршена до 2008, а зоолошки врт ће бити у близини парка Мушриф или Дубаиленда по процењеној цени од 55,6 милиона долара или 610 милиона дирхама. У фебруару 2009, саопштено је да је зоо-врт пројекат Дубаиленда на неодређеном чекању.
Дана 11. фебруара 2012, општина је објавила да је наручила студију да би померила државни зоо-врт од два хектара из Џумеире до нове локације светске класе. Током два месеца консултације и акциони тим дошао је до коначног концепта, предлажу нову локацију и потребну површину и препоручују доделу простора за сваку врсту животиња према међународним стандардима, изјавио је Хусеин Лутах, генерални директор општине.
Дана 14. маја 2012, Општина Дубаи саопштила је да ће се животиње из препуног Зоолошког врта Дубаи преместити на отворени сафари у наредне две године. Званичници кажу да ће се поново развијати 400 хектара земљишта у Ал Варка'и за сафари пројект, по цени од 150 милиона дирхама. У сафарију ће се налазити постојеће животиње зоо-врта и такође ће угостити нове.
Дана 23. априла 2013, Хусеин Насир Лутах, генерални директор Општине Дубаи, рекао је да је прва фаза Дубаи Сафарија завршена и изградња пројекта ће се завршити до краја 2014.
Амбициозни Дубаи Сафари биће развијен на месту где је некада била депонија. Ископ радови почели су у септембру 2012. Овај сафари се простире на 120 хектара земљишта и садржи зоолошки врт, сафари и парк лептира, ботаничку башту, плажу, и терен за голф, поред образовних и ветеринарских установама. Очекује се да ће садржати више од 1.000 животиња и птица.
Сафари ће бити подељен на афричка, азијска и арапскиа села, а у сваком селу биће смештене животиње из тих појединих региона. Након отварања новог зоолошког врта, стари зоолошки врт ће бити затворен и на крају срушен.

## Галерија
- Фламингос
- Лав
- Корњача
- Папагаји
- Харинга и уплашени ибис
- Јелен
- Клупе